# Statistiques et records de l'équipe d'Algérie de football
Cette page présente les records de l'équipe nationale de football d'Algérie, elle contient des réalisations statistiques relatives à l'Équipe d'Algérie de football, ses joueurs et ses dirigeants. 
L'Équipe d'Algérie de football représente la nation algérienne dans le football international. Elle est dirigée par la Fédération Algérienne de Football (communément appelée FAF) et participe aux compétitions en tant que membre de la Confédération africaine de football (communément appelée CAF).

## Carte des équipes rencontrées

Carte des équipes rencontrées par l'Algérie.
Nombre de matchs disputés contre l'équipe d'Algérie de football :
Un seul match
De deux à quatre matchs
De cinq à neuf matchs
De dix à vingt matchs
Plus de vingt matchs
Plus de cinquante matchs

## Bilan général des matchs de l'équipe d'Algérie
Liste mise à jour après le match Algérie-Burkina Faso du 16 novembre 2021
| Coupe du monde        | J   | G   | N   | P   | Bp  | Bc  | Diff |
| --------------------- | --- | --- | --- | --- | --- | --- | ---- |
| Éliminatoires         | 64  | 32  | 17  | 15  | 113 | 55  | +58  |
| Phase finale          | 13  | 3   | 3   | 7   | 13  | 19  | -6   |
| Total                 | 77  | 35  | 20  | 22  | 126 | 74  | +52  |
| Coupe d'Afrique       | J   | G   | N   | P   | Bp  | Bc  | Diff |
| Éliminatoires         | 114 | 61  | 30  | 23  | 206 | 96  | +110 |
| Phase finale          | 73  | 28  | 21  | 25  | 93  | 84  | +9   |
| Total                 | 187 | 89  | 51  | 48  | 299 | 180 | +119 |
| Jeux olympiques       | J   | G   | N   | P   | Bp  | Bc  | Diff |
| Éliminatoires         | 26  | 9   | 8   | 9   | 36  | 29  | +7   |
| Phase finale          | 7   | 1   | 2   | 4   | 11  | 11  | 0    |
| Total                 | 33  | 10  | 10  | 13  | 47  | 40  | +7   |
| Jeux Africains        | J   | G   | N   | P   | Bp  | Bc  | Diff |
| Éliminatoires         | 3   | 2   | 1   | 0   | 3   | 0   | +3   |
| Phase finale          | 13  | 7   | 2   | 4   | 21  | 14  | +7   |
| Total                 | 16  | 9   | 3   | 4   | 24  | 14  | +10  |
| Jeux méditerranéens   | J   | G   | N   | P   | Bp  | Bc  | Diff |
| Phase finale          | 16  | 10  | 2   | 4   | 29  | 19  | +10  |
| Total                 | 16  | 10  | 2   | 4   | 29  | 19  | +10  |
| Coupe de la Palestine | J   | G   | N   | P   | Bp  | Bc  | Diff |
| Éliminatoires         | 2   | 1   | 1   | 0   | 3   | 0   | +3   |
| Phase finale          | 11  | 6   | 3   | 2   | 33  | 7   | +26  |
| Total                 | 13  | 7   | 4   | 2   | 36  | 7   | +29  |
| Amicaux               | J   | G   | N   | P   | Bp  | Bc  | Diff |
| Phase finale          | 224 | 84  | 67  | 73  | 265 | 240 | +25  |
| Total                 | 224 | 84  | 67  | 73  | 265 | 240 | +25  |
| Total Général         | 566 | 244 | 157 | 166 | 856 | 574 | +282 |

Depuis 1992, les matches comptant pour les Jeux Olympiques et autres Jeux régionaux sont réservés aux joueurs âgés de moins de 23 ans, qui peuvent être « renforcés » par 3 joueurs plus âgés lors des phases finales. Par ailleurs et en vue de réduire le nombre de matches éliminatoires et les voyages longs et coûteux, qu’ils supposent, la FIFA et la CAF ont, à partir de 2004, décidé de jumeler les matches de qualification pour la CAN avec ceux de la CDM (24 J, 10V, 7N, 7D, 32Bp, 23Bc), lorsque ces deux compétitions ont eu lieu la même année, c'est-à-dire une fois tous les 4 ans. Toutefois cette conjonction ne se reproduira plus, car la CAF a finalement, depuis l’année 2011, choisi de faire disputer les phases finales de la CAF lors des années impaires .

## Statistiques individuelles

### Matchs disputés

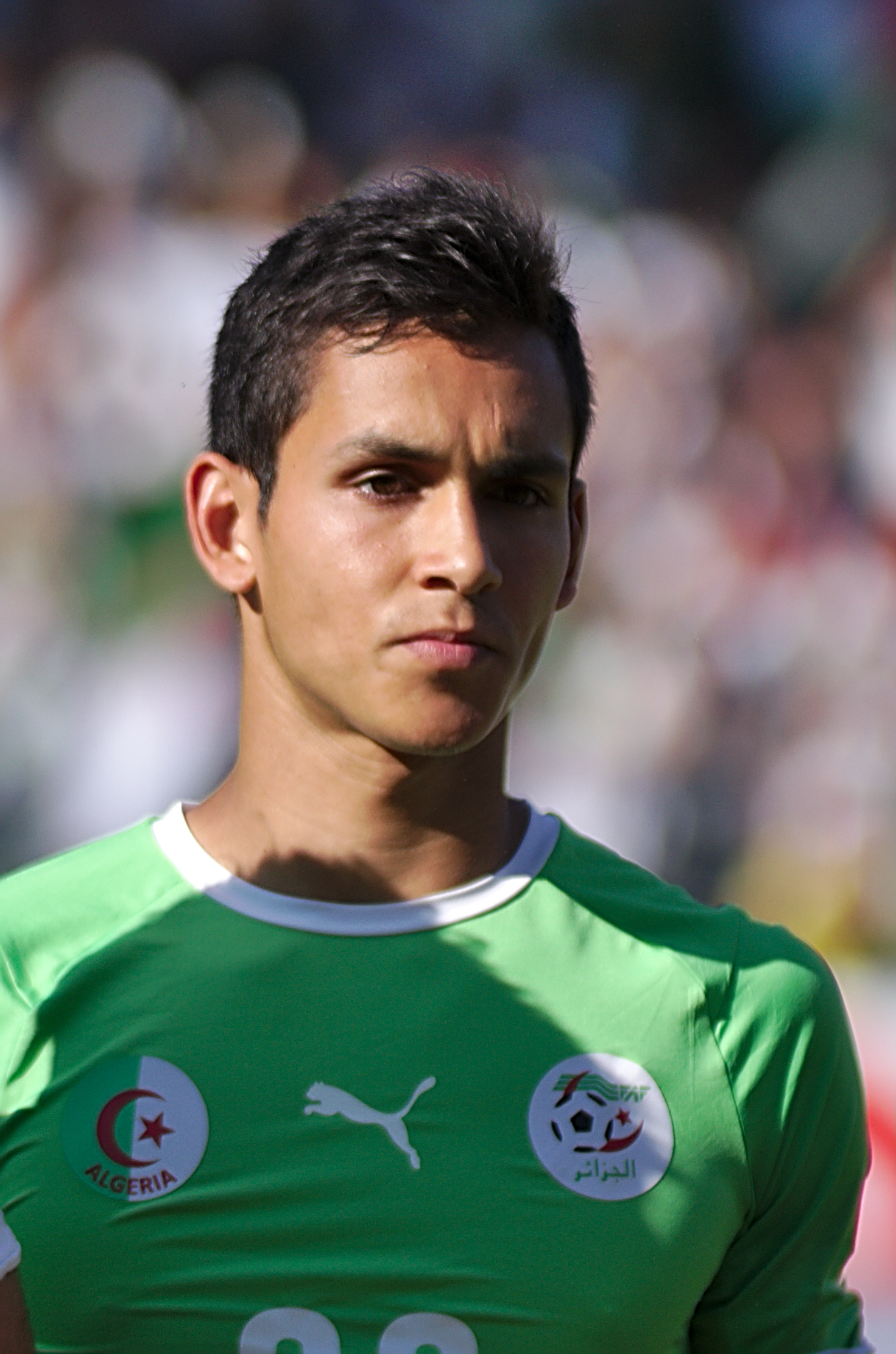
Aïssa Mandi totalise de 105 matchs avec l'équipe nationale

Avec 105 sélections, Aïssa Mandi deviens le joueur ayant disputé le plus grand nombre de matchs sous le maillot des verts derrière Islam Slimani, avec 102 rencontres officielles.
- Joueurs les plus sélectionnés en équipe d'Algérie[2] :

| Joueurs avec au moins 50 sélections en EN                                                            |           |            |      |
| Joueur                                                                                               | Carrière  | Sélections | Buts |
| Aïssa Mandi                                                                                          | 2014 -    | 105        | 7    |
| Islam Slimani                                                                                        | 2012-     | 102        | 46   |
| Riyad Mahrez                                                                                         | 2014-     | 102        | 32   |
| Lakhdar Belloumi                                                                                     | 1978-1989 | 100        | 28   |
| Raïs M'Bolhi                                                                                         | 2010-     | 96         | 0    |
| Rabah Madjer                                                                                         | 1978-1992 | 86         | 28   |
| Sofiane Feghouli                                                                                     | 2012-     | 83         | 19   |
| Billel Dziri                                                                                         | 1991-2005 | 81         | 9    |
| Abdelhafid Tasfaout                                                                                  | 1990-2002 | 80         | 36   |
| Djamel Menad                                                                                         | 1980-1995 | 79         | 25   |
| Mahieddine Meftah                                                                                    | 1989-2002 | 77         | 4    |
| Baghdad Bounedjah                                                                                    | 2014-     | 77         | 32   |
| Mahmoud Guendouz                                                                                     | 1977-1986 | 74         | 4    |
| Ali Fergani                                                                                          | 1973-1986 | 72         | 7    |
| Ramy Bensebaïni                                                                                      | 2017-     | 72         | 9    |
| Madjid Bougherra                                                                                     | 2004-2015 | 70         | 4    |
| Yacine Brahimi                                                                                       | 2013-     | 69         | 15   |
| Salah Assad                                                                                          | 1977-1989 | 68         | 15   |
| Fodil Megharia                                                                                       | 1984-1992 | 68         | 0    |
| Yazid Mansouri                                                                                       | 2001-2010 | 67         | 0    |
| Moussa Saib                                                                                          | 1989-2001 | 65         | 6    |
| Rafik Saïfi                                                                                          | 1999-2010 | 64         | 18   |
| Mohamed Khedis                                                                                       | 1972-1980 | 63         | 0    |
| Mehdi Cerbah                                                                                         | 1975-1986 | 62         | 0    |
| Karim Ziani                                                                                          | 2003-2011 | 62         | 5    |
| Carl Medjani                                                                                         | 2010-2018 | 62         | 4    |
| Adlène Guedioura                                                                                     | 2010 -    | 62         | 2    |
| Chaâbane Merzekane                                                                                   | 1978-1988 | 60         | 00   |
| Youcef Belaïli                                                                                       | 2015-     | 57         | 10   |
| Hilal Soudani                                                                                        | 2011-     | 56         | 24   |
| Hocine Yahi                                                                                          | 1982-1988 | 56         | 8    |
| Nadir Belhadj                                                                                        | 2004-2011 | 54         | 4    |
| Tahar Chérif El-Ouazzani                                                                             | 1984-1996 | 54         | 1    |
| Nabil Bentaleb                                                                                       | 2014-     | 54         | 5    |
| Antar Yahia                                                                                          | 2004-2012 | 53         | 6    |
| Bennacer Ismail                                                                                      | 2015-     | 51         | 2    |
| Tedj Bensaoula                                                                                       | 1978-1986 | 50         | 19   |
| Dernière mise à jour : après Algérie-Mozambique du 25 mars 2025 En gras les joueurs toujours actifs. |           |            |      |

- Plus grand nombre de sélections en tant que capitaine : Riyad Mahrez, 51 matchs en tant que capitaine.
- Joueur ayant disputé le plus de matchs consécutifs : Youcef Belaïli, 26 matchs (Du 25 mars 2021 au 27 mars 2023).
  - Gardien le plus sélectionné : Raïs M'Bolhi, 96 sélections, ( République d'Irlande 3-0  Algérie, le 29 mai 2010 ;  Suède 2-0  Algérie, le 19 novembre 2022).
  - Joueur le plus âgé : Raïs M'Bolhi, 36 ans et 6 mois lors de sa dernière sélection le 19 novembre 2022 contre  Suède.
- Plus grand nombre de matchs en tant que sélectionneur : Rabah Saâdane, 72 matchs en tant que sélectionneur.

### Meilleurs buteurs

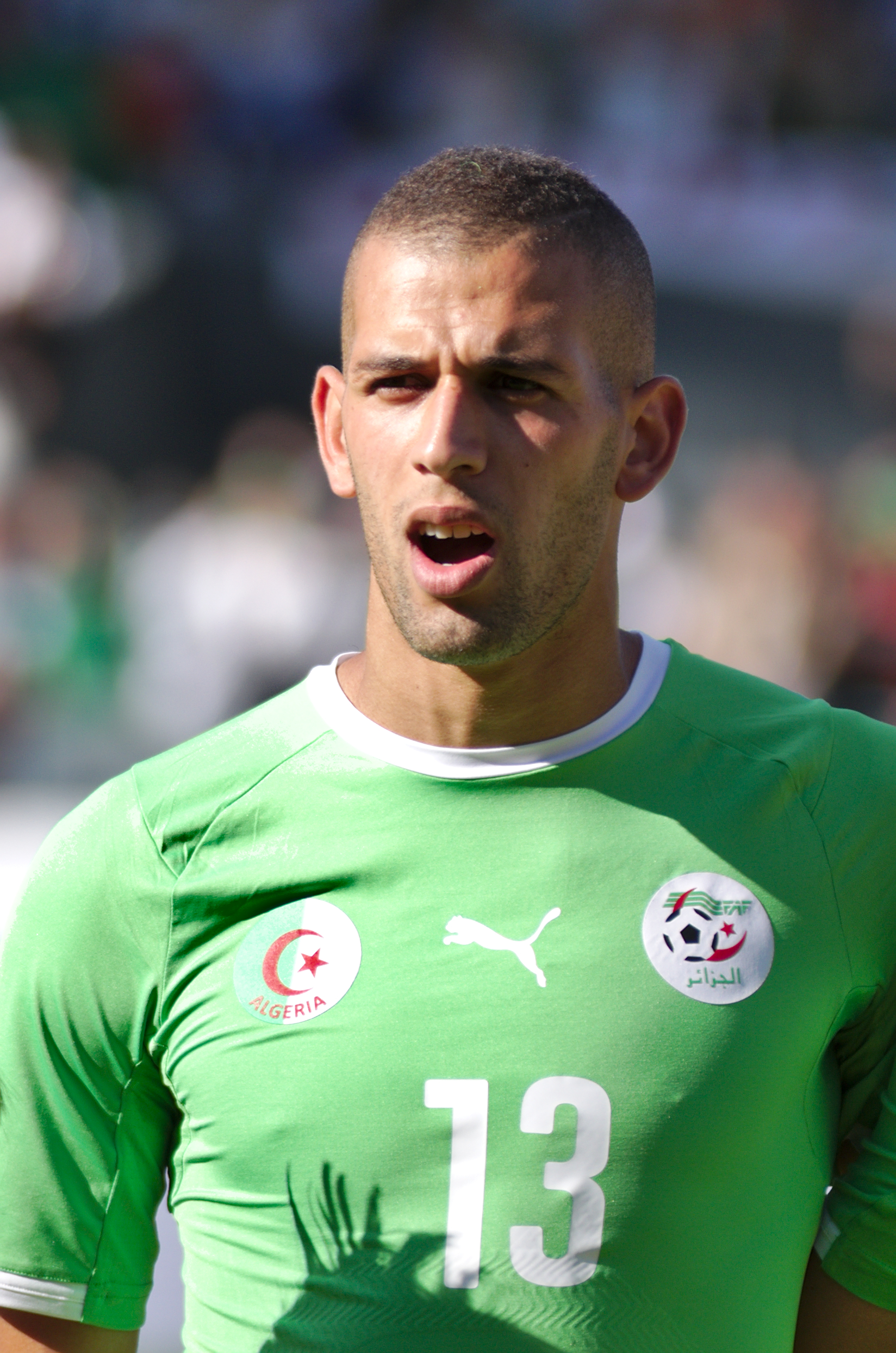
Islam Slimani, meilleur buteur de l'équipe nationale avec 46 buts

- Liste des meilleurs buteurs en équipe d'Algérie de football[2]:

| Joueurs avec au moins 10 buts en EN                                                              |           |              |      |                |       |    |    |
| Joueur                                                                                           | Carrière  | Matchs joués | Buts |                |       |    |    |
| Islam Slimani                                                                                    | 2012-     | 102          | 46   |                |       |    |    |
| Abdelhafid Tasfaout                                                                              | 1990-2002 | 80           | 36   |                |       |    |    |
| Baghdad Bounedjah                                                                                | 2014-     | 77           | 32   |                |       |    |    |
| Riyad Mahrez                                                                                     | 2014-     | 102          | 32   |                |       |    |    |
| Lakhdar Belloumi                                                                                 | 1978-1989 | 100          | 28   |                |       |    |    |
| Rabah Madjer                                                                                     | 1978-1992 | 86           | 28   |                |       |    |    |
| Djamel Menad                                                                                     | 1980-1995 | 79           | 25   |                |       |    |    |
| Hillal Soudani                                                                                   | 2011-     | 56           | 24   |                |       |    |    |
| Tedj Bensaoula                                                                                   | 1979-1986 | 50           | 19   |                |       |    |    |
| Sofiane Feghouli                                                                                 | 2012 -    | 83           | 19   |                |       |    |    |
| Rafik Saïfi                                                                                      | 1998-2010 | 64           | 18   |                |       |    |    |
| Yacine Brahimi                                                                                   | 2013-     | 69           | 15   |                |       |    |    |
| Salah Assad                                                                                      | 1977-1989 | 68           | 15   |                |       |    |    |
| Hassen Lalmas                                                                                    | 1963-1974 | 42           | 14   |                |       |    |    |
| Mohamed Amoura                                                                                   | 2022-     | 34           | 13   | Youcef Belaïli | 2015- | 10 | 57 |
| Ali Meçabih                                                                                      | 1995-2003 | 28           | 10   |                |       |    |    |
| Dernière mise à jour : après Algérie-Rwanda du 05 juin 2025 En gras les joueurs toujours actifs. |           |              |      |                |       |    |    |

#### Chronologie des buteurs
- Le premier but de l'équipe d'Algérie a été inscrit par Abdelghani Zitouni face à la Bulgarie le 6 janvier 1963 à Alger.

| Rang | Buteur             | Date            | Contre         |
| ---- | ------------------ | --------------- | -------------- |
| 1er  | Abdelghani Zitouni | 6 janvier 1963  | Bulgarie       |
| 100e | Nacer Guedioura    | 17 août 1973    | Yémen du Sud   |
| 200e | Lakhdar Belloumi   | 24 juillet 1980 | Espagne        |
| 300e | Fawzi Benkhalidi   | 18 août 1985    | Kenya          |
| 400e | Billel Dziri       | 23 janvier 1993 | Guinée-Bissau  |
| 500e | Kamel Kherkhache   | 8 décembre 2000 | Roumanie       |
| 600e | Rafik Djebbour     | 12 août 2009    | Uruguay        |
| 700e | Faouzi Ghoulam     | 19 janvier 2015 | Afrique du Sud |
| 800e | Riyad Mahrez       | 15 octobre 2019 | Colombie       |
| 900e | Amine Gouiri       | 22 mars 2024    | Bolivie        |

### Coup du chapeau
Données du 22 avril 2021
| N° | Joueur              | Contre       | Buts                              | Score | Stade ou Ville                    | Compétition                                         | Date             | Réf    |
| -- | ------------------- | ------------ | --------------------------------- | ----- | --------------------------------- | --------------------------------------------------- | ---------------- | ------ |
| 1  | Noureddine Hachouf  | RD Congo     | 3 – (50', 67', 73')               | 4–1   | Brazzaville                       | Jeux africains de 1965                              | 20 juillet 1965  | [ 3 ]  |
| 2  | Hacène Lalmas       | Ouganda      | 3 – (15', 25', 70')               | 4–0   | Stade d'Addis-Abeba (Addis Ababa) | CAN 1968                                            | 14 janvier 1968  | [ 4 ]  |
| 3  | Mokhtar Khalem      | Maroc        | 3 – (46', 60', 80')               | 3–1   | Stade 20 Août 1955 (Alger)        | Qualification CAN 1972                              | 10 décembre 1970 | [ 5 ]  |
| 4  | Nasreddine Akli     | Yémen du Sud | 6 – (6', 16', 35', 55', 64', 65') | 15–1  | Stade du 28 Mars (Benghazi)       | Coupe de Palestine des Nations 1973                 | 17 août 1973     | [ 6 ]  |
| 5  | Tedj Bensaoula      | Maroc        | 3 – (15', 16', 69')               | 1–5   | Stade d'Honneur (Casablanca)      | JO 1980 (Tournoi pré-olympique de la CAF 1979-1980) | 9 décembre 1979  | [ 7 ]  |
| 6  | Mohamed Rahem       | Mali         | 3 – (8', 36', 42')                | 5–0   | Paris                             | Match amical (4ème Challenge de l'Amitié - Paris)   | 12 janvier 1990  | [ 8 ]  |
| 7  | Abdelhafid Tasfaout | Sénégal      | 3 – (3', 62', 76')                | 4–0   | Stade Akid-Lotfi (Tlemcen)        | Qualification CAN 1994                              | 25 juillet 1993  | [ 9 ]  |
| 8  | Islam Slimani       | Djibouti     | 4 – (5', 25'p, 46', 53')          | 8–0   | Stade Mustapha-Tchaker (Blida)    | Éliminatoires de la Coupe du monde de football 2022 | 2 septembre 2021 | [ 10 ] |

### Doublé
44 joueurs ont réussi à marquer 2 buts dans le même match. 17 l'ont fait plus d'une fois, pour un total de 82 doublés.
- 8 doublés: Islam Slimani
- 6 doubles: Abdelhafid Tasfaout
- 5 doublés: Riyad Mahrez
- 4 doublés: Baghdad Bounedjah, Rachid Dali, Rabah Madjer, Djamel Menad, Hillal Soudani,
- 3 doublés: Sofiane Feghouli, Rafik Saïfi
- 2 doublés: Lakhdar Belloumi, Tedj Bensaoula, Yacine Brahimi, Aïssa Draoui, Ali Meçabih, Hamid Merakchi, Moussa Saïb

### Les buts les plus rapides
Longtemps détenu par Tedj Bensaoula ayant marqué le but le plus rapide de l'équipe nationale en 1984 contre l'Égypte dans le cadre des qualifications aux Jeux Olympiques de 1984, 28 ans après, Foued Kadir marqua un but détrônant ainsi l'ancien record du but le plus rapide de l'équipe d'Algérie en 2012 contre la Gambie dans le cadre des qualifications à la CAN 2013.
Données du 30 septembre 2017
| Temps | Joueur         | Compétition                  | Contre   | Domicile / Extérieur | Résultat | Date              |
| ----- | -------------- | ---------------------------- | -------- | -------------------- | -------- | ----------------- |
| 0.16' | Foued Kadir    | Qualifications à la CAN 2013 | Gambie   | Domicile             | 4–1      | 15 juin 2012,     |
| 0.36' | Yacine Brahimi | Qualifications à la CM 2018  | Tanzanie | Domicile             | 7–0      | 17 novembre 2015, |
| 0.50' | Tedj Bensaoula | Qualifications aux JO 1984   | Égypte   | Domicile             | 1–1      | 6 janvier 1984,   |
| 0.50' | Yacine Brahimi | Qualifications à la CAN 2015 | Malawi   | Domicile             | 3–0      | 15 octobre 2014,  |

## Records de l'équipe d'Algérie
| Nbr                                  | Date de Début    | Match                   | Date de fin      | Match                          | Réf    |
| ------------------------------------ | ---------------- | ----------------------- | ---------------- | ------------------------------ | ------ |
| 7 victoires                          | 24 août 1975     | —                       | 1er avril 1976   | —                              | [ 17 ] |
| 9 victoires consécutives             | 16 juin 2019     | Algérie 3-2 Mali        | 9 septembre 2019 | Algérie 1-0 Bénin              | [ 18 ] |
| 35 matchs consécutifs (sans défaite) | 18 novembre 2018 | Togo 1-4 Algérie        | 16 janvier 2022  | Algérie 0-1 Guinée équatoriale | [ 19 ] |
| Série de défaites                    |                  |                         |                  |                                |        |
| Nbr                                  | Date de début    | Match                   | Date de fin      | Match                          | Réf    |
| 5 Défaites consécutives              | 12 janvier 1973  | Ghana 2-0 Algérie       | 14 juin 1973     | Ouganda 1-1 Algérie            | [ 20 ] |
| 5 Défaites consécutives              | 28 février 1974  | Algérie 0-1 Yougoslavie | 29 mai 1974      | Algérie 0-1 Cuba               | [ 21 ] |
| 5 Défaites consécutives              | 8 février 1998   | Algérie 0-1 Guinée      | 5 juin 1998      | Bulgarie 2-0 Algérie           | [ 22 ] |
| 5 Défaites consécutives              | 5 juin 2007      | Algérie 3-4 Argentine   | 9 septembre 2007 | Gambie 2-1 Algérie             | [ 23 ] |
| 5 Défaites consécutives              | 28 janvier 2010  | Algérie 0-4 Égypte      | 28 mai 2010      | Irlande 3-0 Algérie            | [ 24 ] |
| 11 matchs consécutifs sans victoires | 3 février 2004   | Algérie-Zimbabwe (1-2)  | 17 novembre 2004 | Sénégal-Algérie (2-1)          | [ 25 ] |

- Premier match international :  Algérie 2-1 Bulgarie  : (6 janvier 1963 à Alger).
- Premier match au stade Ahmed-Zabana :  Algérie 0-2 Tchécoslovaquie  : (26 février 1963).
- Premier match au stade du 5-Juillet-1962 :  Algérie 1-0 Turquie  : (4 octobre 1972).
- Premier match au stade Chahid-Hamlaoui :  Algérie 4-1 Chine  : (4 décembre 1980).
- Premier match au stade Mustapha-Tchaker :  Algérie 1-1 Rép. dém. du Congo  : (20 août 2002).
- Plus forte affluence à domicile : 110 000[26] spectateurs pour  Algérie (0-3)  Serbie le 3 mars 2010, à stade du 5-Juillet-1962, Alger.
- Plus forte affluence à l'extérieur : 100 000 spectateurs pour  Iran (2-1)  Algérie le 27 septembre 1991, au Stade Azadi, Téhéran.

### Plus large victoire
L'équipe d'Algérie connaît sa plus large victoire à domicile lors d'un match qui se termine sur le score de 15-1 contre l'équipe du Yémen du Sud de football le 17 août 1973 lors d'un match amical, à l'extérieur, sa meilleure performance est une victoire 0-6, le 28 septembre 1974, à Damas, en Syrie, en match amical contre l'équipe de Jordanie de football.
| Meilleur résultat par l'Algérie | Meilleur résultat par l'Algérie | Meilleur résultat par l'Algérie | Meilleur résultat par l'Algérie                        | Meilleur résultat par l'Algérie | Meilleur résultat par l'Algérie | Meilleur résultat par l'Algérie |
|                                 | Date                            | Adversaire                      | Compétition                                            | Résultat                        | Diff                            |                                 |
| ------------------------------- | ------------------------------- | ------------------------------- | ------------------------------------------------------ | ------------------------------- | ------------------------------- | ------------------------------- |
| 1                               | 17 août 1973                    | Yémen du Sud                    | Coupe de Palestine des Nations de football 1973        | 15 – 1                          | +14                             |                                 |
| 2                               | 10 mai 1974                     | Mauritanie                      | Match amical                                           | 9 – 1                           | +8                              |                                 |
| 2                               | 28 mai 1975                     | Mauritanie                      | Match amical                                           | 8 – 0                           | +8                              |                                 |
| 2                               | 2 septembre 2021                | Djibouti                        | Élimin de la Coupe du monde 2022                       | 8 – 0                           | +8                              |                                 |
| 3                               | 30 août 1981                    | Burkina Faso                    | Qualif CAN 1982                                        | 7 – 0                           | +7                              |                                 |
| 3                               | 13 novembre 1988                | Mali                            | Match amical                                           | 7 – 0                           | +7                              |                                 |
| 3                               | 17 novembre 2015                | Tanzanie                        | Élimin de la Coupe du monde 2018                       | 7 – 0                           | +7                              |                                 |
| 4                               | 28 septembre 1974               | Jordanie                        | Match amical                                           | 6 – 0                           | +6                              |                                 |
| 4                               | 26 mai 1975                     | Libye                           | Match amical                                           | 6 – 0                           | +6                              |                                 |
| 4                               | 14 novembre 2003                | Niger                           | Ph.qualificative de la Coupe du monde de football 2006 | 6 – 0                           | +6                              |                                 |
| 4                               | 4 septembre 2016                | Lesotho                         | Qualif CAN 2017                                        | 6 – 0                           | +6                              |                                 |
| 4                               | 25 mars 2016                    | Éthiopie                        | Qualif CAN 2017                                        | 7 – 1                           | +6                              |                                 |

### Plus large défaite
L'équipe d'Algérie connaît sa plus large défaite à l'extérieur lors d'un match qui se termine sur le score de 5-0, le 21 avril 1976, à Cottbus (RDA), contre l'équipe d'Allemagne de l'Est de football, à domicile sa pire défaite a lieu le 4 septembre 2005 lors d'un match qui se termine sur le score de 2-5 contre l'équipe du Nigeria de football.
| Meilleur résultat par l'Algérie | Meilleur résultat par l'Algérie | Meilleur résultat par l'Algérie | Meilleur résultat par l'Algérie | Meilleur résultat par l'Algérie | Meilleur résultat par l'Algérie | Meilleur résultat par l'Algérie |
|                                 | Date                            | Adversaire                      | Compétition                     | Résultat                        | Diff                            |                                 |
| ------------------------------- | ------------------------------- | ------------------------------- | ------------------------------- | ------------------------------- | ------------------------------- | ------------------------------- |
| 1                               | 21 avril 1976                   | Allemagne de l'Est              | Match amical                    | 0 – 5                           | –5                              |                                 |
| 2                               | 12 mars 1972                    | Guinée                          | Tours prélim à CM 1974          | 1 – 5                           | –4                              |                                 |
| 2                               | 19 novembre 1980                | Pologne                         | Match amical                    | 1 – 5                           | –4                              |                                 |
| 2                               | 4 juin 2011                     | Maroc                           | Qualif CAN 2012                 | 0 – 4                           | –4                              |                                 |
| 2                               | 14 février 1973                 | Turquie                         | Match amical                    | 0 – 4                           | –4                              |                                 |
| 2                               | 19 mai 1975                     | Suède                           | Match amical                    | 0 – 4                           | –4                              |                                 |
| 2                               | 28 janvier 2010                 | Égypte                          | CAN 2010                        | 0 – 4                           | –4                              |                                 |
| 3                               | 4 septembre 2005                | Nigeria                         | Qualif de la CM 2006            | 2 – 5                           | -3                              |                                 |

### En Coupe d'Afrique des Nations
| Premier match                                     | Côte d'Ivoire 3-0 Algérie | 12 janvier 1968   | Addis-Abeba (Éthiopie)              |
| Plus grand nombre de buts marqués en un match     | Algérie 5-1 Nigeria       | 2 mars 1990       | Stade 5 Juillet 1962 (Alger)        |
| Plus grand nombre de buts encaissés en un match   | Algérie 0-4 Égypte        | 28 janvier 2010   | Complexo da Sr. da Graça (Benguela) |
| Record de buts marqués en phase finale            | 13                        | CAN 1990 CAN 2019 | CAN 1990 CAN 2019                   |
| Plus petit nombre de buts marqués en phase finale | 1                         | CAN 1992 CAN 2021 | CAN 1992 CAN 2021                   |

| Titre                                                                          | Buts   | Joueur(s)                                   |
| ------------------------------------------------------------------------------ | ------ | ------------------------------------------- |
| Meilleur buteur algérien de l'histoire de la Coupe d'Afrique de football (CAN) | 6 buts | Lakhdar Belloumi Riyad Mahrez               |
| Meilleur buteur algérien sur une édition                                       | 4      | Djamel Menad en 1990                        |
| Meilleur buteur algérien sur une édition                                       | 3      | Riyad Mahrez (2019)                         |
| Meilleur buteur algérien sur une édition                                       | 3      | Adam Ounas (2019)                           |
| Meilleur buteur algérien sur une édition                                       | 3      | Baghdad Bounedjah (2023)                    |
| Meilleur buteur algérien sur un match                                          | 3      | Hassen Lalmas ( Algérie 4-0 Ouganda (1968)) |

| Buteur(s)         | Buts   | Editions                           |
| ----------------- | ------ | ---------------------------------- |
| Lakhdar Belloumi  | 6 buts | 1980, 1982, 1984, 1988             |
| Riyad Mahrez      | 6 buts | 2015, 2017, 2019, 2021, 2023       |
| Baghdad Bounedjah | 5 buts | 2017, 2019, 2021, 2023             |
| Djamel Menad      | 5 buts | 1984, 1986, 1988, 1990, 1992       |
| Rabah Madjer      | 4 buts | 1980, 1982, 1984, 1986, 1990, 1992 |
| Islam Slimani     | 4 buts | 2013, 2015, 2017, 2019, 2021, 2023 |
| Djamel Amani      | 3 buts | 1990                               |
| Salah Assad       | 3 buts | 1980, 1982                         |
| Tedj Bensaoula    | 3 buts | 1980, 1982, 1984, 1986             |
| Billel Dziri      | 3 buts | 1996, 1998, 2000, 2002             |
| Hacène Lalmas     | 3 buts | 1968                               |

| Joueur              | Nb de participation | Année                               | Meilleur résultat   |
| ------------------- | ------------------- | ----------------------------------- | ------------------- |
| Rabah Madjer        | 6                   | 1980, 1982, 1984, 1986, 1990, 1992  | Vainqueur           |
| Mahieddine Meftah   | 6                   | 1990, 1992 , 1996, 1998, 2000, 2002 | Vainqueur           |
| Islam Slimani       | 6                   | 2013, 2015, 2017, 2019, 2021, 2023  | Vainqueur           |
| Raïs M'Bolhi        | 6                   | 2013, 2015, 2017, 2019, 2021, 2023  | Vainqueur           |
| Djamel Menad        | 5                   | 1984, 1986, 1988, 1990, 1992        | Vainqueur           |
| Abdelhafid Tasfaout | 5                   | 1992, 1996, 1998, 2000, 2002        | Quarts de finale x2 |
| Riyad Mahrez        | 5                   | 2015, 2017, 2019, 2021, 2023        | Vainqueur           |
| Aïssa Mandi         | 5                   | 2015, 2017, 2019, 2021, 2023        | Vainqueur           |
| Sofiane Feghouli    | 5                   | 2013, 2015, 2019, 2021, 2023        | Vainqueur           |
| Lakhdar Belloumi    | 4                   | 1980, 1982, 1984, 1988              | Deuxième place      |
| Ali Fergani         | 4                   | 1980, 1982, 1984, 1986              | Deuxième place      |
| Mahmoud Guendouz    | 4                   | 1980, 1982, 1984, 1986              | Deuxième place      |
| Chaâbane Merzekane  | 4                   | 1980, 1982, 1986, 1988              | Deuxième place      |
| Hocine Yahi         | 4                   | 1982, 1984, 1986, 1988              | Troisième place x2  |
| Fodil Megharia      | 4                   | 1986, 1988, 1990, 1992              | Vainqueur           |
| Billel Dziri        | 4                   | 1996, 1998, 2000, 2002              | Quarter-finals x2   |
| Yacine Brahimi      | 4                   | 2015, 2017, 2019, 2021              | Vainqueur           |
| Ramy Bensebaïni     | 4                   | 2017, 2019, 2021, 2023              | Vainqueur           |
| Ismaël Bennacer     | 4                   | 2017, 2019, 2021, 2023              | Vainqueur           |
| Baghdad Bounedjah   | 4                   | 2017, 2019, 2021, 2023              | Vainqueur           |

### EnCoupe du monde
| Titre                                                    | Match                              | Date         | Lieu                                     |
| -------------------------------------------------------- | ---------------------------------- | ------------ | ---------------------------------------- |
| Premier match                                            | Allemagne de l'Ouest (1-2) Algérie | 16 juin 1982 | El Molinón (Gijón)                       |
| Plus grand nombre de buts marqués en un match (4 buts)   | Corée du Sud (2-4) Algérie         | 22 juin 2014 | Stade José-Pinheiro-Borda (Porto Alegre) |
| Plus grand nombre de buts encaissés en un match (3 buts) | Espagne (3-0) Algérie              | 16 juin 1986 | Estadio Tecnológico (Monterrey)          |

| Titre                                                                   | Nom de(s) Joueur(s) / Édition                 | Stat                     |
| ----------------------------------------------------------------------- | --------------------------------------------- | ------------------------ |
| Record de buts marqués en phase finale                                  | Coupe du monde 2014                           | 7                        |
| Plus petit nombre de buts marqués en phase finale                       | Coupe du monde 2010                           | 0                        |
| Meilleur buteur algérien de l'histoire de la Coupe du monde de football | Salah Assad Islam Slimani Abdelmoumene Djabou | 2                        |
| Meilleur buteur algérien sur une édition                                | Salah Assad Islam Slimani Abdelmoumene Djabou | 2                        |
| Meilleur buteur algérien sur un match                                   | Salah Assad                                   | 2                        |
| Plus grand nombre de participations à une phase finale                  | Rafik Halliche (2010 et 2014)                 | 7 matchs                 |
| Joueurs ayant participé au plus grand nombre de matchs                  | Rafik Halliche (2010 et 2014)                 | 7 matchs avec 637 minute |

### Nombre d'apparitions à la Coupe d'Afrique des Nations et en Coupe du Monde
Légende : 00 Toujours en Équipe Nationale 
| Nom                 | Participations | CAN                                | CM         |
| ------------------- | -------------- | ---------------------------------- | ---------- |
| Rabah Madjer        | 8              | 1980, 1982, 1984, 1986, 1990, 1992 | 1982, 1986 |
| Raïs M'Bolhi        | 8              | 2013, 2015, 2017, 2019, 2021, 2023 | 2010, 2014 |
| Islam Slimani       | 7              | 2013, 2015, 2017, 2019, 2021, 2023 | 2014       |
| Lakhdar Belloumi    | 6              | 1980, 1982, 1984, 1988             | 1982, 1986 |
| Tedj Bensaoula      | 6              | 1980, 1982, 1984, 1986             | 1982, 1986 |
| Mahmoud Guendouz    | 6              | 1980, 1982, 1984, 1986             | 1982, 1986 |
| Mahieddine Meftah   | 6              | 1990, 1992, 1996, 1998, 2000, 2002 | -          |
| Djamel Menad        | 6              | 1984, 1986, 1988, 1990, 1992       | 1982       |
| Chaâbane Merzekane  | 6              | 1980, 1982, 1986, 1988             | 1982, 1986 |
| Hocine Yahi         | 6              | 1980, 1982, 1984, 1986, 1988       | 1982, 1986 |
| Sofiane Feghouli    | 6              | 2013, 2015, 2019, 2021 ,2023       | 2014       |
| Riyad Mahrez        | 6              | 2015, 2017, 2019, 2021 ,2023       | 2014       |
| Aïssa Mandi         | 6              | 2015, 2017, 2019, 2021 ,2023       | 2014       |
| Yacine Brahimi      | 5              | 2015, 2017, 2019, 2021             | 2014       |
| Ali Fergani         | 5              | 1980, 1982, 1984, 1986             | 1982       |
| Faouzi Mansouri     | 5              | 1982, 1984, 1986                   | 1982, 1986 |
| Fodil Megharia      | 5              | 1986, 1988, 1990, 1992             | 1986       |
| Chaâbane Merzekane  | 5              | 1980, 1982, 1986, 1988             | 1982       |
| Djamel Mesbah       | 5              | 2013, 2015, 2017                   | 2010, 2014 |
| Abdelhafid Tasfaout | 5              | 1992, 1996, 1998, 2000, 2002       | -          |

## Résultats par pays depuis 1963
| Pays                 | J   | G   | N   | P   | Bp  | Bc  | Diff | Premier match                     | Dernier match                       |
| -------------------- | --- | --- | --- | --- | --- | --- | ---- | --------------------------------- | ----------------------------------- |
| Afrique du Sud       | 4   | 1   | 2   | 1   | 4   | 3   | 1    | 27/01/1996 (1-2) à Johannesbourg  | 19/01/2015 (3-1) à Mongomo          |
| Albanie              | 3   | 1   | 0   | 2   | 4   | 7   | -3   | 11/10/1964 (2-4) à Tirana         | 10/10/1976 (0-3) à Tirana           |
| Allemagne (RFA)      | 2   | 2   | 0   | 0   | 4   | 1   | +3   | 01/01/1964 (2-0) à Alger          | 30/06/2014 (1-2) A.P à Porto Alegre |
| Allemagne de l'Est   | 5   | 0   | 1   | 4   | 4   | 15  | -11  | 28/02/1974 (1-3) à Alger          | 13/03/1985 (1-1) à Batna            |
| Angleterre           | 1   | 0   | 1   | 0   | 0   | 0   | 0    | 18/06/2010 (0-0) au Cap           | -                                   |
| Angola               | 9   | 2   | 6   | 1   | 11  | 10  | +1   | 31/03/1985 (0-0) à Luanda         | 18/11/2010 (0-0) à Luanda           |
| Arabie saoudite      | 4   | 1   | 2   | 1   | 6   | 6   | +0   | 06/01/1976 (3-1) à Ryadh          | 21/02/1986 (1-1) à Dammam           |
| Argentine            | 1   | 0   | 0   | 1   | 3   | 4   | -1   | 05/06/2007 (3-4) à Barcelone      | -                                   |
| Autriche             | 1   | 0   | 0   | 1   | 0   | 2   | -2   | 21/06/1982 (0-2) à Oviedo         | -                                   |
| Bahreïn              | 1   | 0   | 1   | 0   | 0   | 0   | +0   | 10/07/1988 (0-0) à Amman          | -                                   |
| Bangladesh           | 1   | 1   | 0   | 0   | 1   | 0   | +1   | 20/09/1983 (1-0) à Kuala Lumpur   | -                                   |
| Belgique             | 2   | 0   | 1   | 1   | 1   | 3   | -2   | 14/05/2002 (0-0) à Bruxelles      | 17/06/2014 (1-2) à Bello Horizonte  |
| Bénin                | 11  | 8   | 2   | 1   | 23  | 6   | +17  | 08/04/1983 (6-2) à Alger          | 09/09/2019 (1-0) à Alger            |
| Brésil               | 4   | 0   | 0   | 4   | 0   | 8   | -8   | 17/06/1965 (0-3) à Oran           | 22/08/2007 (0-2) à Montpellier      |
| Botswana             | 2   | 2   | 0   | 0   | 6   | 0   | +6   | 18/11/2019 (0-1) à Gaborone       | 29/03/2021 (5-0) à Blida            |
| Bulgarie             | 6   | 1   | 2   | 3   | 6   | 9   | -3   | 06/01/1963 (2-1) à Alger          | 14/11/2000 (1-2) à Alger            |
| Burkina Faso         | 21  | 9   | 6   | 6   | 33  | 17  | +16  | 12/02/1967 (2-1) à Ouagadougou    | 07/09/2021 (1-1) à Marrakech        |
| Burundi              | 5   | 3   | 2   | 0   | 7   | 3   | +4   | 09/10/1992 (3-1) à Tlemcen        | 11/06/2019 (1-1) à Doha             |
| Cameroun             | 9   | 1   | 4   | 4   | 10  | 11  | -1   | 14/03/1984 (0-0) 4:5 TAB à Bouaké | 07/11/2017 (2-0) à Yaoundé          |
| Canada               | 1   | 1   | 0   | 0   | 1   | 0   | +1   | 16/10/1984 (1-0) à Alger          | -                                   |
| Cap-Vert             | 5   | 2   | 2   | 1   | 8   | 5   | +3   | 09/04/2000 (0-0) à Mindelo        | 01/06/2018 (2-3) à Alger            |
| Chili                | 1   | 1   | 0   | 0   | 3   | 2   | +1   | 24/06/1982 (3-2) à Oviedo         | -                                   |
| Chine                | 3   | 2   | 0   | 1   | 6   | 2   | +4   | 09/12/1964 (2-0) à Alger          | 28/04/2004 (0-1) à Clermont-Ferrand |
| Colombie             | 1   | 1   | 0   | 0   | 3   | 0   | +3   | 15/10/2019 (3-0) à Lille          | -                                   |
| Congo                | 2   | 1   | 1   | 0   | 4   | 1   | +3   | 17/11/1978 (3-0) à Constantine    | 17/01/1992 (1-1) à Dakar            |
| Corée du Nord        | 1   | 0   | 0   | 1   | 1   | 3   | -2   | 05/12/1969 (3-0) à Alger          | -                                   |
| Corée du Sud         | 2   | 1   | 0   | 1   | 4   | 4   | 0    | 13/12/1985 (2-0) à Nezahualcoyotl | 22/06/2014 (4-2) à Porto Alegre     |
| Côte d'Ivoire        | 22  | 8   | 8   | 7   | 26  | 22  | +4   | 18/07/1965 (0-1) à Brazzaville    | 11/07/2019 (1-1) 3:4 TAB à Suez     |
| Cuba                 | 1   | 0   | 0   | 1   | 0   | 1   | -1   | 29/05/1974 (0-1) à Alger          | -                                   |
| Danemark             | 1   | 0   | 1   | 0   | 0   | 0   | 0    | 12/02/1989 (0-0) à Ta'Qali        | -                                   |
| Djibouti             | 1   | 1   | 0   | 0   | 8   | 0   | +8   | 02/09/2021 (8-0) à Blida          | -                                   |
| Égypte               | 23  | 8   | 9   | 6   | 30  | 33  | +3   | 04/07/1963 (1-1) à Alger          | 28/01/2010 (0-4) à Benguela         |
| Émirats arabes unis  | 4   | 2   | 1   | 1   | 2   | 3   | 0    | 24/11/1988 (1-1) à Dubaï          | 05/06/2010 (1-0) à Nuremberg        |
| Espagne              | 2   | 0   | 1   | 1   | 1   | 4   | -3   | 24/07/1980 (1-1) à Minsk          | 12/06/1986 (0-3) à Monterrey        |
| États-Unis           | 1   | 0   | 0   | 1   | 0   | 1   | -1   | 23/06/2010 (0-1) à Pretoria       | -                                   |
| Éthiopie             | 8   | 4   | 3   | 1   | 18  | 9   | +9   | 16/01/1968 (1-3) à Addis-Abeba    | 29/03/2016 (3-3) à Addis-Abeba      |
| Finlande             | 1   | 1   | 0   | 0   | 2   | 0   | +2   | 08/02/1989 (2-0) à Ta'Qali        | -                                   |
| France               | 1   | 0   | 0   | 1   | 1   | 4   | -3   | 06/10/2001 (1-4) à Saint-Denis    | -                                   |
| Gabon                | 7   | 1   | 2   | 4   | 7   | 12  | -5   | 30/11/1995 (1-2) à Libreville     | 11/08/2010 (1-2) à Alger            |
| Gambie               | 8   | 4   | 2   | 2   | 11  | 7   | +4   | 07/10/2006 (1-0) à Alger          | 22/03/2019 (1-1) à Blida            |
| Ghana                | 10  | 3   | 2   | 5   | 11  | 13  | -2   | 12/01/1973 (0-2) à Lagos          | 23/01/2015 (1-0) à Mongomo          |
| Guinée               | 15  | 5   | 4   | 6   | 23  | 23  | +0   | 26/06/1968 (2-2) à Casablanca     | 07/07/2019 (3-0) au Caire           |
| Guinée-Bissau        | 2   | 2   | 0   | 0   | 7   | 2   | +5   | 14/08/1992 (3-1) à Oran           | 23/01/1993 (4-1) à Bissau           |
| Hongrie              | 2   | 0   | 0   | 2   | 1   | 4   | -3   | 22/03/1967 (0-1) à Alger          | 11/12/1985 (1-3) à Monterrey        |
| Inde                 | 1   | 0   | 0   | 1   | 0   | 1   | -1   | 23/06/1984 (0-1) à Pékin          | -                                   |
| Irak                 | 7   | 0   | 4   | 3   | 2   | 8   | -6   | 12/01/1972 (1-3) à Bagdad         | 04/07/1978 (0-0) à Alger            |
| Iran                 | 3   | 1   | 0   | 2   | 3   | 4   | -1   | 27/09/1991 (1-2) à Téhéran        | 27/03/2018 (2-1) à Graz             |
| République d'Irlande | 2   | 1   | 0   | 1   | 2   | 3   | -1   | 28/04/1982 (2-0) à Alger          | 29/05/2010 (3-0) à Dublin           |
| Irlande du Nord      | 1   | 0   | 1   | 0   | 1   | 1   | +0   | 03/06/1986 (1-1) à Guadalajara    | -                                   |
| Italie               | 1   | 0   | 0   | 1   | 0   | 1   | -1   | 11/11/1989 (0-1) à Vicence        | -                                   |
| Jordanie             | 3   | 1   | 1   | 1   | 8   | 3   | +5   | 28/09/1974 (0-6) à Damas          | 30/05/2004 (1-1) à Annaba           |
| Kenya                | 8   | 4   | 1   | 3   | 14  | 4   | +10  | 18/02/1977 (4-1) à Alger          | 23/06/2019 (2-0) à Le Caire         |
| Koweït               | 1   | 1   | 0   | 0   | 1   | 0   | +1   | 12/07/1988 (1-0) à Amman          | -                                   |
| Lesotho              | 2   | 2   | 0   | 0   | 9   | 1   | +8   | 06/09/2015 (1-3) à Maseru         | 04/09/2016 (6-0) à Blida            |
| Liban                | 2   | 1   | 1   | 0   | 6   | 3   | +3   | 26/09/1974 (4-1) à Damas          | 12/01/1997 (2-2) à Beyrouth         |
| Liberia              | 5   | 2   | 3   | 0   | 10  | 4   | +6   | 28/02/1999 (1-1) à Monrovia       | 11/10/2008 (0-0) à Monrovia         |
| Libye                | 20  | 14  | 3   | 3   | 29  | 10  | +19  | 12/11/1967 (1-1) à Tripoli        | 14/10/2012 (2-0) à Blida            |
| Luxembourg           | 1   | 0   | 1   | 0   | 0   | 0   | 0    | 17/11/2010 (0-0) à Luxembourg     | -                                   |
| Madagascar           | 2   | 2   | 0   | 0   | 4   | 1   | +3   | 19/07/1965 (1-0) à Brazzaville    | 24/04/2003 (3-1) à Amiens           |
| Malaisie             | 1   | 0   | 1   | 0   | 0   | 0   | +0   | 22/09/1983 (0-0) à Kuala Lumpur   | -                                   |
| Malawi               | 5   | 2   | 1   | 2   | 8   | 6   | +2   | 22/07/1978 (3-0) à Alger          | 11/01/2010 (0-3) à Luanda           |
| Mali                 | 21  | 10  | 2   | 9   | 34  | 23  | +11  | 23/07/1965 (1-2) à Brazzaville    | 16/09/2013 (1-0) à Blida            |
| Malte                | 3   | 2   | 1   | 0   | 3   | 1   | +2   | 08/12/1971 (1-1) à Valletta       | 10/02/1989 (1-0) à Ta'Qali          |
| Maroc                | 30  | 10  | 10  | 10  | 22  | 20  | +2   | 01/11/1965 (0-0) à Alger          | 04/06/2011 (4-0) à Marrakech        |
| Mauritanie           | 7   | 6   | 1   | 0   | 28  | 4   | +24  | 10/05/1974 (9-1) à ?              | 03/06/2021 (4-0) à Blida            |
| Mexique              | 2   | 0   | 1   | 1   | 0   | 2   | -2   | 07/12/1985 (0-2) à Mexico         | 13/10/2020 (2-2) à La Haye          |
| Namibie              | 4   | 4   | 0   | 0   | 7   | 0   | +7   | 26/01/2001 (1-0) à Alger          | 20/06/2003 (1-0) à Blida            |
| Népal                | 1   | 1   | 0   | 0   | 2   | 0   | +2   | 22/09/1983 (2-0) à Kuala Lumpur   | -                                   |
| Niger                | 7   | 6   | 0   | 1   | 24  | 2   | +22  | 01/05/1981 (4-0) à Constantine    | 12/10/2021 (0-4) à Niamey           |
| Nigeria              | 20  | 9   | 3   | 8   | 26  | 26  | +0   | 10/01/1973 (2-2) à Lagos          | 09/10/2020 (1-0) à Klagenfurt       |
| Oman                 | 2   | 2   | 0   | 0   | 5   | 1   | +4   | 26/05/1996 (1-0) à Mascate        | 30/03/2015 (1-4) à Doha             |
| Ouganda              | 9   | 3   | 4   | 2   | 13  | 8   | +5   | 14/01/1968 (4-0) à Addis-Abeba    | 25/01/2003 (1-0) à Kampala          |
| Pérou                | 1   | 0   | 1   | 0   | 1   | 1   | +0   | 25/04/1982 (1-1) à Alger          | -                                   |
| Pologne              | 2   | 0   | 0   | 2   | 1   | 6   | -5   | 21/03/1979 (0-1) à Alger          | 19/11/1980 (1-5) à Cracovie         |
| Qatar                | 5   | 3   | 0   | 2   | 6   | 3   | +3   | 04/01/1972 (3-0) à Bagdad         | 27/12/2018 (0-1) à Doha             |
| Centrafrique         | 3   | 2   | 0   | 1   | 5   | 2   | +3   | 10/09/2010 (2-0) à Bangui         | 14/11/2017 (3-0) à Alger            |
| RD Congo (Zaïre)     | 4   | 1   | 3   | 0   | 3   | 2   | +1   | 19/03/1988 (1-0) à Casablanca     | 26/03/2008 (1-1) à Nanterre         |
| Corée du Sud         | 3   | 1   | 0   | 2   | 5   | 7   | -2   | 05/12/1969 (1-3) à Alger          | 22/06/2014 (4-2) à Porto Alegre     |
| Roumanie             | 4   | 2   | 1   | 1   | 6   | 5   | +1   | 04/02/1990 (0-0) à Alger          | 08/12/2000 (2-3) à Annaba           |
| Chine                | 3   | 1   | 0   | 2   | 5   | 4   | +1   | 05/12/1980 (4-1) à Constantine    | 28/04/2004 (0-1) à Clermont-Ferrand |
| Rwanda               | 5   | 3   | 2   | 0   | 9   | 2   | +7   | 09/10/2004 (1-1) à Kigali         | 02/06/2012 (4-0) à Blida            |
| Sénégal              | 23  | 13  | 6   | 4   | 33  | 18  | +15  | 01/05/1977 (2-0) à Alger          | 19/07/2019 (1-0) au Caire           |
| Serbie               | 1   | 0   | 0   | 1   | 0   | 3   | -3   | 03/03/2010 (0-3) à Alger          | -                                   |
| Sierra Leone         | 5   | 2   | 2   | 1   | 7   | 4   | +3   | 31/05/1980 (2-2) à Freetown       | 09/04/1993 (0-0) à Alger            |
| Slovaquie            | 1   | 0   | 1   | 0   | 1   | 1   | +0   | 27/02/2001 (1-1) à Alger          | -                                   |
| Suède                | 4   | 0   | 1   | 3   | 1   | 9   | -8   | 19/05/1975 (0-4) à Halmstad       | 11/04/1990 (1-1) à Alger            |
| Suisse               | 2   | 0   | 0   | 2   | 1   | 4   | -3   | 30/11/1983 (1-2) à Alger          | 06/05/1986 (0-2) à Genève           |
| Syrie                | 5   | 2   | 2   | 1   | 5   | 3   | +2   | 08/01/1972 (0-1) à Bagdad         | 08/07/1988 (1-1) à Amman            |
| Tanzanie             | 10  | 6   | 3   | 1   | 26  | 10  | +16  | 08/01/1973 (4-2) à Lagos          | 01/07/2019 (3-0) au Caire           |
| Tchad                | 2   | 1   | 1   | 0   | 4   | 1   | +3   | 11/10/2002 (4-1) à Annaba         | 06/07/2003 (0-0) à N'Djamena        |
| Togo                 | 5   | 1   | 1   | 3   | 4   | 5   | -1   | 04/10/1992 (0-0) à Lome           | 26/01/2013 (0-2) à Rustenburg       |
| Tunisie              | 44  | 16  | 13  | 15  | 42  | 39  | +3   | 15/12/1963 (0-0) à Tunis          | 11/06/2021 (0-2) à Tunis            |
| Uruguay              | 1   | 1   | 0   | 0   | 1   | 0   | +1   | 12/08/2009 (1-0) à Alger          |                                     |
| Zambie               | 15  | 7   | 3   | 5   | 18  | 12  | +6   | 09/06/1977 (2-0) à Alger          | 25/03/2021 (3-3) à Lusaka           |
| Zimbabwe             | 8   | 3   | 4   | 1   | 16  | 11  | +5   | 06/01/1989 (3-0) à Annaba         | 16/11/2020 (2-2) à Harare           |
| Tchécoslovaquie      | 2   | 1   | 0   | 1   | 4   | 2   | +2   | 26/02/1963 (0-2) à Oran           | 28/02/1963 (4-0) à Oran             |
| Yémen du Sud         | 2   | 2   | 0   | 0   | 19  | 2   | +17  | 10/01/1972 (4-1) à Baghdad        | 17/08/1973 (15-1) en Libye          |
| Yougoslavie          | 2   | 0   | 0   | 2   | 3   | 5   | -2   | 24/02/1976 (1-2) à Alger          | 27/09/1979 (2-3) à Koncar           |
| Union soviétique     | 2   | 0   | 1   | 1   | 2   | 2   | -1   | 01/11/1964 (0-1) à Alger          | 04/11/1964 (2-2) à Alger            |
| Total                | 446 | 183 | 127 | 141 | 600 | 475 | +125 | 6 janvier 1963                    | 12 octobre 2021                     |

### Série d'invincibilité
La série d'invincibilité de l'équipe algérienne a débuté le 18 novembre 2018 contre l'équipe du Togo et s'est terminée le 16 janvier 2022 aux mains de l'équipe de Guinée équatoriale, établissant ainsi la plus longue série de matchs sans défaite dans l'histoire de l'équipe nationale et du continent africain avec 35 matches. Cette série occupe la 3e place au niveau mondial, après les séries de l'Italie (2018-2021) avec 37 matches sans défaite et de l'Argentine (2019-2022) avec 36 matches sans défaite.
La série de l'équipe  a duré 35 matchs sans défaite, avec 25 victoires et 10 matchs nuls, soit un taux de victoire de 71,43%. Au cours de cette période, l'équipe a marqué 86 buts et en a encaissé 22, avec une différence de buts de +64.
| Rang | Équipe  | Pts | J  | G  | N  | P | Bp | Bc | Diff |
| ---- | ------- | --- | -- | -- | -- | - | -- | -- | ---- |
| #    | Algérie | 85  | 35 | 25 | 10 | 0 | 86 | 22 | +64  |